# Uzovnica
Uzovnica (izvirno srbsko Узовница) je naselje v Srbiji, ki upravno spada pod Občino Ljubovija; slednja pa je del Mačvanskega upravnega okraja.

## Demografija
V naselju, katerega izvirno (srbsko-cirilično) ime je Узовница, živi 704 polnoletnih prebivalcev, pri čemer je njihova povprečna starost 38,8 let (38,4 pri moških in 39,3 pri ženskah). Naselje ima 322 gospodinjstev, pri čemer je povprečno število članov na gospodinjstvo 2,84.
To naselje je, glede na rezultate popisa iz leta 2002, večinoma srbsko.
|  |

| Demografija | Demografija     | Demografija     |
| Leto        | Št. prebivalcev | Št. prebivalcev |
| ----------- | --------------- | --------------- |
|             |                 |                 |
|             |                 |                 |
|             |                 |                 |
|             |                 |                 |
| 1948        | 1255            |                 |
| 1953        | 1324            |                 |
| 1961        | 1239            |                 |
| 1971        | 1050            |                 |
| 1981        | 979             |                 |
| 1991        | 990             | 956             |
| 2002        | 1002            | 914             |
|             |                 |                 |

| Etnična sestava po popisu iz leta 2002 | Etnična sestava po popisu iz leta 2002 | Etnična sestava po popisu iz leta 2002 | Etnična sestava po popisu iz leta 2002 | Etnična sestava po popisu iz leta 2002 |
| -------------------------------------- | -------------------------------------- | -------------------------------------- | -------------------------------------- | -------------------------------------- |
| Srbi                                   | Srbi                                   |                                        | 907                                    | 99,23%                                 |
| Črnogorci                              | Črnogorci                              |                                        | 2                                      | 0,21%                                  |
| Romi                                   | Romi                                   |                                        | 2                                      | 0,21%                                  |
| Slovaki                                | Slovaki                                |                                        | 1                                      | 0,10%                                  |
| Jugoslovani                            | Jugoslovani                            |                                        | 1                                      | 0,10%                                  |
| Neznano                                | Neznano                                |                                        | 0                                      | 0,0%                                   |